# Rafael Leão
Rafael Alexandre Conceição Leão (* 10. Juni 1999 in Almada) ist ein portugiesischer Fußballspieler. Der Flügelstürmer steht in Diensten der AC Mailand und ist Nationalspieler. Für seine Leistungen in der Saison 2021/22 wurde Leão zu Italiens Fußballer des Jahres und zum Spieler der Saison der Serie A ausgezeichnet.

## Vereinskarriere

### Sporting Lissabon
Leão wurde in Almada in der Metropolregion Lissabon als Kind angolanischer Eltern geboren. Nach einem kurzen Aufenthalt bei Amora FC wechselte er im Alter von neun Jahren zu der Jugendmannschaft von Sporting Lissabon. Am 21. Mai 2017, noch ein Junior, debütierte er für die Reserve des Vereins. Er wurde in die zweite Hälfte eingewechselt und erzielte das 1:1 Ausgleichstor gegen die zweite Mannschaft des SC Braga.
Unter Trainer Jorge Jesus debütierte Leão am 11. Februar 2018 für die erste Mannschaft in der Primeira Liga, nachdem er für Bryan Ruiz eingewechselt wurde, und spielte die letzten 21 Minuten des 2:0-Heimsieges gegen CD Feirense. Am 2. März 2018 erzielte er das Tor zum zwischenzeitlichen Ausgleich gegen den FC Porto nach dem er für den verletzten Seydou Doumbia eingewechselt und wurde zum jüngsten Torschützen für Sporting gegen diesen Verein.
Am 14. Juni 2018 kündigte Leão seinen Vertrag im Estádio José Alvalade einseitig, nachdem Hooligans von Sporting Spieler während des Trainings attackiert hatten.

### OSC Lille
Nachdem es zwischenzeitlich Gerüchte um einen Wechsel zu Borussia Dortmund gegeben hatte, trat Leão am 8. August 2018 dem französischen Verein OSC Lille nach einem ablösefreien Transfer bei und unterschrieb einen Fünfjahresvertrag. Er erzielte sein erstes Tor in der Ligue 1 in seinem zweiten Spiel für den Verein gegen den SM Caen.

### AC Mailand
Am 1. August 2019 wurde Rafael Leão von der AC Mailand verpflichtet und unterschrieb dort einen Vertrag bis zum 30. Juni 2024. Direkt in seiner ersten Saison in Italien war Leão ein wichtiger Bestandteil der Mannschaft und erzielte 6 Tore in 31 Ligaspielen. Im Dezember 2020 erzielte Leão beim 2:1-Auswärtssieg gegen den US Sassuolo Calcio nach 6,2 Sekunden das bisher schnellste Tor in der Geschichte der Serie A. In der Saison 2021/22 wurde er mit den Mailändern Italienischer Meister und als fester Bestandteil des Meisterteams zum Spieler der Saison in der Serie A gewählt. Am 6. Januar 2025 gewann Leão mit den Rossoneri die Supercoppa Italiana.

## Nationalmannschaft

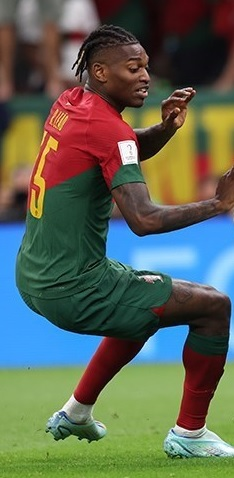
Rafael Leão mit Portugal bei der Fußball-Weltmeisterschaft 2022

Seit 2015 durchlief Leão die verschiedenen Junioren-Nationalmannschaften Portugals. Mit der U17-Auswahl gewann Leão die U17-Europameisterschaft 2016 und stand dabei bei fünf von sechs Spielen auf dem Platz. Mit der U19-Auswahl scheiterte Leão erst im Finale der U19-Europameisterschaft 2017 an England und zwei Jahre später schied Leão mit der U20-Auswahl bereits in der Gruppenphase der U20-Weltmeisterschaft 2019 aus.
Am 10. November 2017, im Alter von nur 18 Jahren, trat Leão sein erstes Länderspiel für die portugiesische U-21-Nationalmannschaft an. Er spielte 31 Minuten bei einem 1:1-Unentschieden gegen Rumänien in der Qualifikation zur U-21-Fußball-Europameisterschaft 2019.
Sein Debüt in der A-Nationalmannschaft gab er am 9. Oktober 2021 bei einem 3:0-Heimsieg gegen Katar in einem Freundschaftsspiel. Leão wurde in der Halbzeitpause für Cristiano Ronaldo eingewechselt.
Bei der Weltmeisterschaft 2022 in Katar stand er im portugiesischen Kader. Er erzielte bei dem Turnier zwei Treffer und schied mit der Nationalmannschaft im Viertelfinale gegen Marokko aus.

## Titel und Auszeichnungen

### Nationalmannschaft
- UEFA-Nations-League-Sieger: 2025
- U17-Europameister: 2016

### Verein
Sporting Lissabon
- Portugiesischer Ligapokalsieger: 2018

AC Mailand
- Italienischer Meister: 2022
- Italienischer Supercupsieger: 2024

### Auszeichnungen
- Nominierung für den Ballon d’Or: 2022 (14. Platz)
- Spieler der Saison der Serie A: 2021/22
- AIC-Spieler des Jahres der Serie A: 2022
- Transfermarkt-Spieler der Saison: Serie A 2021/22[9]
- Spieler des Monats der Serie A (3): Oktober 2022, April 2023 und September 2023
- Team des Jahres der Serie A: 2022, 2023

## Weiteres
Neben seiner Karriere als Fußballer ist Leão auch als Musiker und Musikproduzent tätig. Als Musiker veröffentlichte unter dem Namen WAY 45 im Jahr 2021 sein erstes Album Beginning.

### Diskografie
Alben
- 2021: Beginning
- 2023: My Life In Each Verse

Singles
- 2021: Cada Passo
- 2021: Only One (mit RICCO CVSH)
- 2021: Desabafo
- 2022: Escolhas
- 2022: Desabafo 2
- 2022: Layah (mit Salah)
- 2023: V.E.U.L. (mit Soarito)